# WASP-28b
| 木星 | WASP-28b  |
| ---- | --------- |
| 木星 | Exoplanet |

WASP-28bとは地球から見てうお座の方向に約1300光年離れた位置にあるF型主系列星WASP-28を公転している太陽系外惑星である。主星からわずか670万kmの距離を3.4日で公転しているホット・ジュピターだとされている。